# Comlux
Comlux Aviation Group è un gruppo che opera nel settore aeronautico con sede a Zurigo, in Svizzera. Fornisce servizi nei settori delle operazioni aeronautiche e della gestione dei voli charter, delle vendite e acquisizioni di aeromobili, della manutenzione e degli aggiornamenti.

## La società
Comlux Aviation fornisce servizi di gestione e operazioni aeronautiche a clienti VIP. Al 2021, opera commercialmente con 3 AOC: 9H Malta, P4 Aruba e UP Kazakhstan. Gli uffici commerciali di Comlux Aviation si trovano a Zurigo, Mosca, Almaty e Hong Kong.

## Flotta
A dicembre 2022 la flotta del gruppo Comlux è così composta: